# Marek Białkowski (duchowny)
Marek Białkowski (ur. 29 listopada 1961 w Więcborku) – polski duchowny rzymskokatolicki, członek Zgromadzenia Księży Misjonarzy, przewodniczący Redakcji Mszy Świętej Radiowej w latach 2002–2011.

## Życiorys
30 maja 1987 uzyskał święcenia kapłańskie w Krakowie. W latach 1991–1994 pracował w parafii św. Józefa Rzemieślnika we Wrocławiu, a w latach 1998–2002 był proboszczem parafii św. Anny we Wrocławiu. Następnie był proboszczem i superiorem parafii Świętego Krzyża w Warszawie oraz przewodniczącym Redakcji Mszy Świętej Radiowej w latach 2002–2011. W latach 2013–2014 był superiorem Domu Zgromadzenia Księży Misjonarzy w Piekarach. Od 2018 jest ponownie członkiem Redakcji Mszy Świętej Radiowej. W latach 2023–2024 pełnił funkcję Dyrektora Prowincji Chełmińsko-Poznańskiej Zgromadzenia Sióstr Miłosierdzia św. Wincentego a Paulo.
W 2001 uzyskał stopień naukowy doktora na podstawie rozprawy Postawy religijne i moralne ludzi znajdujących się w sytuacjach granicznych. Studium na podstawie ankiety przeprowadzonej w latach 1945–1948 przez Konstantego Michalskiego wśród więźniów hitlerowskich obozów koncentracyjnych i więźniów politycznych, ss. XXXV + 225 (uczelnia wyższa: Papieski Wydział Teologiczny we Wrocławiu; promotor: ks. dr hab. Zdzisław Lec, prof. PWT; publiczna obrona: 18 czerwca 2001).

## Redaktor publikacji książkowych
- 25 lat radiowej transmisji Mszy Świętej 1980–2005 (Instytut Teologiczny Księży Misjonarzy, Warszawa, 2005; ISBN 83-7216-541-6)
- Świętokrzyskie kazania radiowe. Tom 15 (red. Marek Białkowski; Wydawnictwo Instytutu Teologicznego Księży Misjonarzy, Kraków; Warszawa, 2003; ISBN 83-7216-334-0)
- Świętokrzyskie kazania radiowe. Tom 16 (red. Marek Białkowski; Wydawnictwo Instytutu Teologicznego Księży Misjonarzy, Kraków; Warszawa, 2004; ISBN 83-7216-568-8)
- Świętokrzyskie kazania radiowe. Tom 17 (red. Marek Białkowski; Wydawnictwo Instytutu Teologicznego Księży Misjonarzy, Kraków; Warszawa, 2005; ISBN 83-7216-420-7)
- Świętokrzyskie kazania radiowe. Tom 18 (red. Marek Białkowski; Wydawnictwo Instytutu Teologicznego Księży Misjonarzy, Kraków; Warszawa, 2006; ISBN 83-7216-558-0)
- Świętokrzyskie kazania radiowe. Tom 19 (red. Marek Białkowski; Wydawnictwo Instytutu Teologicznego Księży Misjonarzy, Kraków; Warszawa, 2007; ISBN 978-83-7216-605-0)
- Świętokrzyskie kazania radiowe. Tom 20 (red. Marek Białkowski; Wydawnictwo Instytutu Teologicznego Księży Misjonarzy, Kraków; Warszawa, 2008; ISBN 978-83-7216-683-8)
- Świętokrzyskie kazania radiowe. Tom 21 (red. Marek Białkowski; Wydawnictwo Instytutu Teologicznego Księży Misjonarzy, Kraków; Warszawa, 2019; ISBN 978-83-7216-743-9)
- Świętokrzyskie kazania radiowe. Tom 22 (red. Marek Białkowski; Wydawnictwo Instytutu Teologicznego Księży Misjonarzy, Kraków; Warszawa, 2010; ISBN 978-83-7216-806-1)
- Świętokrzyskie kazania radiowe. Tom 23 (red. Marek Białkowski; Wydawnictwo Instytutu Teologicznego Księży Misjonarzy, Kraków; Warszawa, 2011; ISBN 978-83-7216-876-4).